# Cadia
Cadia – duża kopalnia odkrywkowa złota oraz kopalnia miedzi. Położona jest ok. 20 km na południe od miasta Orange w stanie Nowa Południowa Walia w Australii. Należy do australijskiej spółki Newcrest Mining.